# Jean-Marie Lovey
Jean-Marie Lovey, CRB (Orsières, 2 de agosto de 1950) é um clérigo suíço, ex-reitor do Great St. Bernard Hospice e bispo de Sion.
Jean-Marie Lovey estudou filosofia e teologia na Universidade de Friburgo (Suíça). Em 27 de outubro de 1971 fez sua profissão na Congregação Grande São Bernardo. Em 15 de junho de 1977 foi ordenado sacerdote. Lovey foi capelão em várias faculdades, depois anterior, depois reitor. Em 4 de fevereiro de 2009 tornou-se Superior Geral da Congregação dos Cônegos do Grande São Bernardo.
Em 8 de julho de 2014, o Papa Francisco o nomeou Bispo de Sion. Seu predecessor Norbert Brunner o consagrou bispo em 28 de setembro do mesmo ano. Os co-consagradores foram o Bispo de Lausanne, Genebra e Friburgo, Charles Morerod OP, e o Bispo Militar da França, Luc Marie Daniel Ravel CRSV.